# Karl-Heinz Kurras
Karl-Heinz Kurras, né le 1er décembre 1927 à Barten, arrondissement de Rastenburg (de) en province de Prusse-Orientale et décédé le 16 décembre 2014 à Berlin-Spandau, est un ancien officier de police allemand qui travaillait dans les forces de police de Berlin-Ouest, et un ancien agent des services secrets de l'Allemagne de l'Est, la Stasi.
Il est principalement connu pour avoir tué Benno Ohnesorg durant une manifestation à Berlin, la mort de cet étudiant étant considérée un des éléments précipitant la radicalisation de l'activisme de gauche avec, notamment, la création de la Fraction armée rouge.      

## Biographie
Kurras est connu pour avoir tiré sur et tué un étudiant désarmé, Benno Ohnesorg, durant une manifestation le 2 juin 1967. Une manifestation devant l'opéra de Berlin contre la visite officielle de Mohammad Reza Pahlavi, le Shah d'Iran. Cet événement marque le début de manifestations étudiantes, d'une radicalisation de l'activisme de gauche avec, notamment, la formation du Mouvement du 2 Juin et de la Fraction armée rouge. 
Le procès de Kurras a conclu qu'il a utilisé son arme en état de légitime défense. Après l'incident, Kurras a été suspendu quatre ans, durant lesquels il travailla dans la sécurité privée. En 1970, un second procès l'acquitte d'homicide involontaire lors de deux procès, au bénéfice du doute. 
En 1971, il réintègre la police où il est promu Kriminaloberkommissar (commissaire principal de la police criminelle). Il prend sa retraite en 1987. 
Dans une interview en 2007, il défendit son action de 1967 en rendant Ohnesorg responsable de l'attaque : « Wer mich angreift, wird vernichtet. Aus. Feierabend. So ist das zu sehen. ». Ce qui donne en français : « Celui qui m'attaque est anéanti. Terminé. Fini le boulot. C'est comme ça qu'il faut le voir. ».
En mai 2009, il a été révélé que Kurras était un agent des services secrets de l'Allemagne de l'Est, la Stasi,, et du parti communiste est-allemand, le Parti socialiste unifié d'Allemagne. Il a approché le régime communiste d'Allemagne de l'Est en 1955 en offrant ses services et en voulant devenir un transfuge. Mais, il a été convaincu de rester à Berlin-Ouest et a été recruté comme agent pour la Stasi. En 1964, il devient membre du parti communiste est-allemand. Comme espion, il a fourni des informations confidentielles de la police de Berlin-Ouest aux autorités est-allemandes. Il n'y a pas de preuves liant son tir sur Ohnesorg à ses activités d'espionnage. Les archives ont souligné son enthousiasme pour les armes,. Après le procès, à cause de l'exposition médiatique, la Stasi arrêta sa collaboration avec Kurras et essaya de la dissimuler. 
En novembre 2009, il est condamné à six mois de prison avec sursis pour détention illégale d'armes.
Carl-Wolfgang Holzapfel, qui défend les victimes de la Stasi, porte plainte à la même date contre Kurras pour le meurtre de Benno Ohnesorg pour rouvrir l'enquête.